# بيتر بويل (شاعر)
بيتر بويل (بالإنجليزية: Peter Boyle)‏ هو مترجم وشاعر أسترالي، ولد في 1951.